# نوكيا 1600

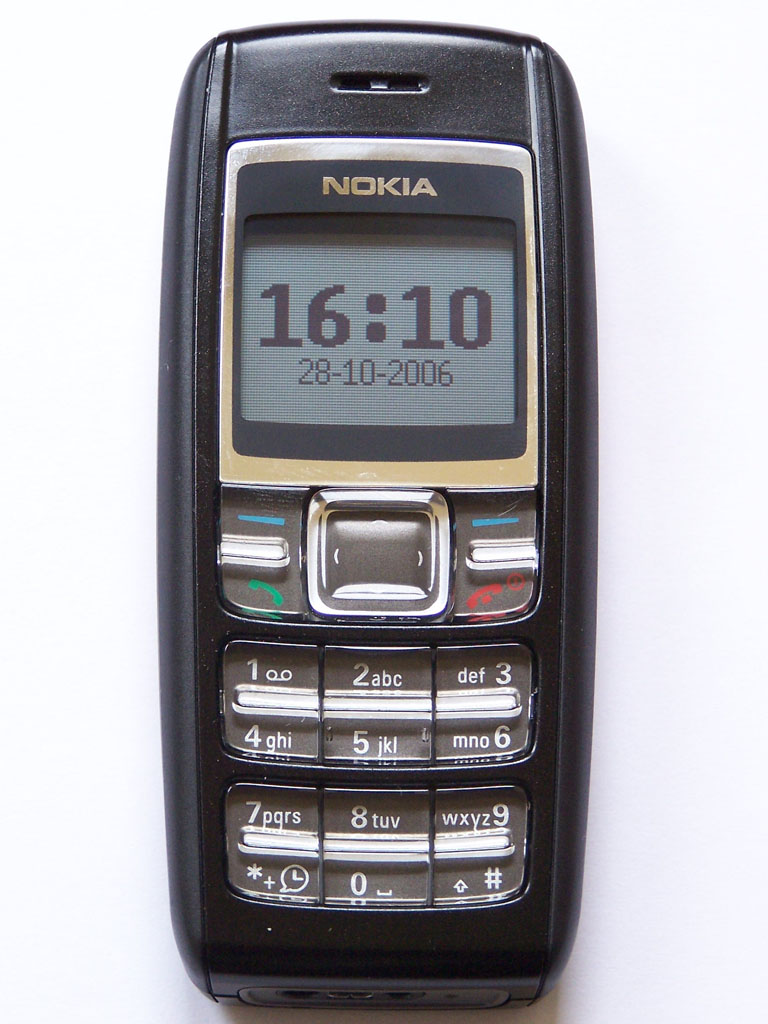
نوكيا 1600

نوكيا 1600 هو أحد أجهزة نوكيا، شركة الهواتف والتقنية النقالة. يأتي هذا الجهاز مع شاشة نوعها 96 * 68 16-بت (65,536) لون. تم إصدار هذا الجهاز في 2006. تقنيته/تردده هي النظام العالمي للإتصالات المتنقلة. جيل الجهاز هو DCT4. عامل الشكل (التصميم) للجهاز هو "قطعة حلوى.